# الميثاق الدولي للتربية البدنية والنشاط البدني والرياضة
الميثاق الدولي للتربية البدنية والنشاط البدني والرياضة هي وثيقة قائمة على الحقوق تم اعتمادها من قبل الدول الأعضاء في منظمة الأمم المتحدة للتربية والعلم والثقافة اليونسكو، في 18 نوفمبر 2015 خلال الدورة 38 للمؤتمر العام لليونسكو. هذه الوثيقة هي الخلف الشرعي للميثاق الدولي للتربية البدنية والرياضة، الذي تم اعتماده في الأصل عام 1978، خلال المؤتمر العام العشرين لليونسكو.
كان الميثاق الأصلي الذي تم تعديله في عام 1991 أول وثيقة قائمة على الحقوق تنص على أن «ممارسة التربية البدنية والرياضة حق أساسي للجميع». استنادًا إلى الروح العالمية للميثاق الأصلي عام1978، وإدماج التطورات الهامة في مجال الرياضة على مدى السنوات الـ 37 الماضية، يسلط ميثاق الرياضة المنقح الضوء على الفوائد الصحية للنشاط البدني، وإدماج الأشخاص ذوي الإعاقة، وحماية الأطفال، ودور الرياضة في التنمية والسلام، وكذلك ضرورة حماية سلامة الرياضة من تعاطي المنشطات والعنف والتلاعب والفساد.

## الأهداف
في اثني عشر مقالاً موجزاً، يعمل الميثاق المنقح كمرجع عالمي حول المعايير الأخلاقية والجودة للتربية البدنية والنشاط البدني والرياضة. مع الحفاظ على النية الأولية لميثاق 1978، تمثل هذه الوثيقة الجديدة أيضًا التزامًا متجددًا من جانب مجتمع الرياضة الدولي للترويج الفعال للرياضة كعامل محفز للسلام والتنمية.
توفر النسخة المنقحة من ميثاق الرياضة إطارًا يوجه حماية نزاهة الرياضة ويدعم سياسات أوسع لصالح الرياضة الشعبية. كما يعترف بالتربية البدنية كمحرك لتعزيز المساواة بين الجنسين والاندماج الاجتماعي وعدم التمييز والحوار المستمر في مجتمعاتنا.
قالت المديرة العامة لليونسكو إيرينا بوكوفا: «إن اعتماد الميثاق المنقح يجب أن يمثل تحولًا بعيدًا عن الأقوال إلى العمل، من نية السياسة إلى التنفيذ. فهو يحدد أسلوب مناقشة سياسة الرياضة الدولية الجديدة، والتي ينبغي أن تركز الآن على تبادل الممارسات الجيدة، وبرامج التعليم والتدريب، وتنمية القدرات والدعوة. وهذا أيضًا اعتراف قوي بالتربية البدنية كمحرك لتعزيز المساواة بين الجنسين والإدماج الاجتماعي وعدم التمييز والحوار المستمر في مجتمعاتنا».

## المحتويات
يحتوي الميثاق الدولي للتربية البدنية والنشاط البدني والرياضة على ديباجة و 12 مقالة. هذه هي القيم الأساسية التي دافع عنها الميثاق:
- المادة 1: ممارسة التربية البدنية والنشاط البدني والرياضة حق أساسي للجميع.
- المادة 2: يمكن للتربية البدنية والنشاط البدني والرياضة أن تعود بمجموعة واسعة من الفوائد على الأفراد والمجتمعات والمجتمع ككل.
- المادة 3: يجب على جميع أصحاب المصلحة المشاركة في تكوين رؤية إستراتيجية، وتحديد مواقف السياسة والأولويات.
- المادة 4: يجب أن تكون برامج التربية البدنية والنشاط البدني والرياضة مصدر إلهام للمشاركة مدى الحياة.
- المادة 5: يجب على جميع أصحاب المصلحة التأكد من أن أنشطتهم مستدامة اقتصاديًا واجتماعيًا وبيئيًا.
- المادة 6: البحث والأدلة والتقييم مكونات لا غنى عنها لتطوير التربية البدنية والنشاط البدني والرياضة.
- المادة 7: يجب أن يقوم بتدريس وتوجيه وإدارة التربية البدنية والنشاط البدني والرياضة أشخاص مؤهلون.
- المادة 8: الأماكن والمرافق والمعدات الملائمة والآمنة ضرورية للتربية البدنية الجيدة والنشاط البدني والرياضة.
- المادة 9: السلامة وإدارة المخاطر شرطان ضروريان لتوفير الجودة.
- المادة 10 - يجب أن تكون حماية وتعزيز النزاهة والقيم الأخلاقية للتربية البدنية والنشاط البدني والرياضة الشغل الشاغل للجميع.
- المادة 11: التربية البدنية والنشاط البدني والرياضة يمكن أن تلعب دورًا مهمًا في تحقيق أهداف التنمية والسلام وما بعد الصراع وما بعد الكوارث.
- المادة 12: التعاون الدولي شرط أساسي لتعزيز نطاق وتأثير التربية البدنية والنشاط البدني والرياضة.